# Ptolemaios IX
Ptolemaios IX Ptolemaios Soter II, var kung av ptolemeiska riket tre gånger, från 116 till 110 f.Kr., 109 till 107 f.Kr. och 88 till 80 f.Kr..